# Código Hays

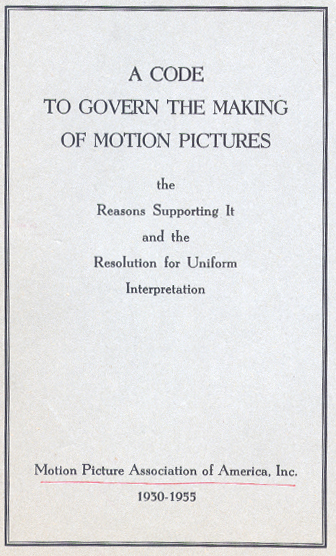
Motion Picture Production Code

El Motion Picture Production Code, más conocido como código Hays, fue un código de producción cinematográfico que determinaba, en las producciones cinematográficas estadounidenses, con una serie de reglas restrictivas (censura), qué podía verse en pantalla y qué no.
Creado por la asociación de productores cinematográficos de Estados Unidos (MPAA) en 1930, describía lo que era considerado moralmente aceptable. Fue escrito por uno de los líderes del Partido Republicano de la época, William H. Hays, uno de los principales miembros del MPAA, y se hizo popular con su apellido.
Sus características esenciales hacen mención a aspectos morales y a la prohibición de todo aquello que atentase a las buenas costumbres, a la exhibición de cuerpos y a las relaciones sexuales. Aunque establecido en 1930, se aplicó desde 1934 hasta 1968, cuando se abandonó para dar lugar al nuevo sistema de Clasificación por edades de la MPAA. Las películas sonoras anteriores a 1934 se suelen citar como pertenecientes al periodo "pre-code".

## Las prohibiciones del código
El código enumeraba tres "principios generales". Especificaba además las restricciones como aplicaciones particulares de los tres principios anteriores.

### Desarrollo completo

#### Principios generales
- No se autorizará ningún filme que pueda rebajar el nivel moral de los espectadores. Nunca se conducirá al espectador a tomar partido por el crimen, el mal, el pecado.
- Los géneros de vida descritos en la película serán correctos, teniendo en cuenta las exigencias particulares del drama y del espectáculo.
- La ley natural o humana no será ridiculizada, y la simpatía del auditorio no irá hacia aquellos que la violentan.

#### Crímenes
- La técnica del asesinato deberá ser presentada de manera que no suscite imitación.
- No se mostrarán los detalles de los asesinatos brutales.
- La venganza, en nuestros días, no estará justificada.
- Los métodos de los criminales no deberán presentarse con precisión.
- Las técnicas del robo, de la perforación de cajas fuertes y el dinamitado de trenes, minas y edificios no deben detallarse.
- Se observarán las mismas precauciones en lo que concierne al incendio voluntario.
- La utilización de armas de fuego se verá reducida al mínimo estricto.
- No se expondrá la técnica del contrabando.
- En ninguna película se mostrará el tráfico clandestino de sustancias adictivas ni su consumo.
- Fuera de las exigencias propias de la trama y de los personajes, no se dará lugar al alcohol en la vida norteamericana.[cita requerida]

#### Vulgaridad
Al abordar temas groseros, repugnantes y desagradables, pero no necesariamente malos, se deberá atender a las exigencias del buen gusto y se respetará la sensibilidad del espectador.

#### Alcohol
El consumo de alcohol nunca debe representarse de manera excesiva. En las escenas de la vida norteamericana, las exigencias de la trama y de una imagen satisfactoria de los personajes pueden sólo justificar su existencia e incluso en ese caso, el realizador deberá dar pruebas de moderación.

#### Religión
Los ministros de culto no aparecerán nunca de modo cómico o crapuloso. Los sacerdotes, los pastores y las religiosas nunca se podrán mostrar como criminales ni como un grupo impuro.

#### Blasfemias
Las blasfemias intencionales y todo propósito irreverente o vulgar están prohibidas bajo todas sus formas. El personaje de Jesucristo debe ser tratado con respeto. Jesucristo no será tema para una comedia. Iguales reglas regirán en lo que atañe a personajes de la Biblia.
El Código de Producción no dará consentimiento al empleo en un film de ninguna de las palabras de la lista siguiente, que no es exhaustiva:
- Dios, Señor, Jesús, Cristo (si fuesen utilizados con irreverencia);
- Mierda, jodido, jodedor, caliente (referido a una mujer), virgen, puta, mariquita, cornudo, hijo de puta, metido;
- Chistes de W.C.: historietas de viajantes de comercio y de hijas de granjeros;
- Condenado, infierno (salvo cuando estas dos últimas palabras son indispensables y necesarias a la representación, en un contexto histórico correcto, en una escena a un diálogo, fundamentados sobre un hecho histórico o folklórico o a raíz de una cita bíblica, en su contexto, o una cita literaria, y a condición de que no se haga ningún empleo de esas palabras que no sea conforme al buen gusto o reprensible en sí).

#### La sexualidad
El carácter sagrado de la institución del matrimonio y del hogar será mantenido. Las películas no dejarán suponer que formas groseras de relación sexual son cosa frecuente o reconocida.
- El adulterio y todo comportamiento sexual ilícito, que sean a veces necesarios para la intriga, no deben ser objeto de una demostración demasiado precisa, ni ser justificados ni presentados bajo un aspecto atractivo.

Escenas de pasión:
- No deben ser introducidas en la trama salvo que sean indispensables.
- No se mostrarán besos ni abrazos de una lascivia excesiva, de poses o gestos sugestivos.
- En general, el tema de la pasión debe ser abordado de manera que no despierte emociones viles o groseras.
- Seducción o violación: en este tema, las escenas nunca deben aventurarse más lejos que de la alusión, y esto únicamente cuando la trama no pueda evitarlo. Estos temas nunca deben ser objeto de una descripción precisa. Incluso la descripción de la víctima debatiéndose contra una violación está prohibida.

Nunca son convenientes para una comedia:
- Las perversiones sexuales; además toda alusión a éstas está prohibida, peor aun si fuese de manera positiva.
- Nunca se tratará el tráfico de blancas.

#### Decisiones particulares sobre la sexualidad
Por respecto al carácter sagrado del matrimonio y del hogar el “triángulo amoroso” –si se entiende por tal el amor de un tercero por una persona ya casada— será objeto de un tratamiento particularmente circunspecto. No se debe presentar la institución del matrimonio como antipática.
Las escenas de pasión deber ser tratadas sin olvidar qué es la naturaleza humana, y cuales son las acciones habituales. Numerosas escenas no pueden ser presentadas sin despertar emociones peligrosas en los jóvenes, los retardados y los criminales.
Incluso en los límites del amor puro, hay hechos cuya presentación ha sido siempre considerada por los juristas como peligrosas.
Cuando se trata de un amor impuro, de un amor que la sociedad siempre ha tenido por malo, o que la ley divina condena, importa observar las reglas siguientes:
- Un amor impuro nunca debe parecer algo atractivo ni hermoso.
- No debe ser objeto de una comedia o de una farsa, ni utilizado para provocar la risa.
- No debe originar en el espectador el deseo o una curiosidad malsana.
- No debe parecer justo, ni permitido.
- En general, estos sentimientos no se deben detallar ni en el método, ni en la manera.

#### Vestuario
- El desnudo completo no se admite en ningún caso. Esta prohibición alcanza al desnudo de hecho, al desnudo en siluetas y a toda visión licenciosa de una persona desnuda a la vista de otros personajes del film. Se prohíbe igualmente mostrar los órganos genitales de los niños, comprendidos los de los recién nacidos.

- Los órganos genitales del hombre no se deben delatar bajo un ropaje de bolsas o de pliegues sugestivos. Si un tema histórico exige un pantalón ajustado, la forma característica de los órganos genitales debe ser suprimida en la medida de lo posible.

- Los órganos genitales de la mujer no deben delatarse bajo un tul, ni en sombras ni como un surco. Toda alusión al sistema capilar, incluidas las axilas, está prohibida.
- Las escenas de quitarse las ropas deben evitarse si no son indispensables para la trama. En lo sucesivo queda prohibido mostrar a las mujeres quitándose las medias. Nunca un hombre deberá quitar las medias a una mujer. No está permitido para los hombres quitarse el pantalón. Si el argumento lo exige, se les puede mostrar con el pantalón ya quitado a condición, sin embargo, de presentarlos con una ropa interior conveniente.
- Las exhibiciones están prohibidas. El ombligo también.
- Los vestuarios de la danza que permitan exhibiciones inconvenientes y movimientos indecentes durante la danza están prohibidos.

#### Decisiones particulares sobre el vestuario
Se ha decidido que las medidas tomadas por el Código de Producción en lo que atañe al vestuario, el desnudo, las exhibiciones indecentes no se deben interpretar de manera que se excluyan escenas auténticamente fotografiadas en países extranjeros que muestran la vida indígena en ese país, si esas escenas forman parte integral de un film que describe exclusivamente la vida indígena, a condición de que esas escenas no tengan nada de reprensible en ellas mismas, que no sean empleadas en ningún film realizado en estudio y que no se subraye en modo alguno en esas escenas las particularidades del cuerpo, el vestuario o la ropa de los indígenas.

#### Decisiones particulares sobre el desnudo
- El efecto del desnudo o del semidesnudo sobre los hombres y las mujeres normalmente constituidos, y más aún sobre los adolescentes y los retardados, ha sido reconocido con honestidad por los que hacen las leyes y los moralistas.
- De donde se desprende el hecho de que la posible belleza de un cuerpo desnudo o semidesnudo no impide la inmoralidad de su exhibición en el filme. Pues, a pesar de su belleza, el efecto de un cuerpo desnudo o semidesnudo sobre un individuo normal debe ser tomada en consideración.
- El recurso del desnudo o del semidesnudo con el simple propósito de “sazonar” un film debe colocarse entre las acciones inmorales. Es inmoral en su efecto sobre el espectador medio.
- El desnudo en ningún caso puede ser de una importancia vital para la trama. El semidesnudo no debe traducirse en exhibiciones inconvenientes u obscenas.
- Las telas transparentes o translúcidas y las siluetas son con frecuencia más sugestivas que un desnudo.

#### Baile
- Las danzas que sugieran o representen actos sexuales o pasionales indecentes están prohibidas.

- Las danzas que acentúen los movimientos indecentes serán juzgadas obscenas. Todo menear de caderas y todo moviendo del bajo vientre deben ser vigilados estrictamente.

#### Decisiones particulares sobre la danza
A la danza se la considera universalmente como un arte y un medio de expresión de emociones humanas particularmente bellas.
Pero las danzas que sugieren o representan actos sexuales, sean ejecutadas por una, dos o numerosas personas, las danzas que tienen por fin provocar reacciones emotivas del público, las danzas que originan movimientos de senos, una agitación excesiva del cuerpo estando inmóviles, son un ultraje al pudor y son malas.

#### Decorados
- El buen gusto y la delicadeza deben regir la utilización de los dormitorios. Evitar dar demasiada importancia a la cama.
- Es preferible que las parejas casadas duerman en camas separadas. Si es imposible evitar la cama común, no se permitirá bajo ningún concepto mostrar a la pareja en la cama al mismo tiempo.

#### Temas reprobables
Los temas siguientes deben ser tratados sin pasar las fronteras del buen gusto: 
- El ahorcamiento o la electrocución como castigos legales del crimen.
- El estrangulamiento.
- La brutalidad y lo macabro. Toda alusión a la cópula de un individuo y un cadáver está prohibida y, si se muestra a una mujer muerta, evitar darle un aire seductor.
- La marca con fuego de animales y hombres.
- La crueldad visible hacia animales o niños. La palmada en el trasero está permitida solamente si encuentra una justificación en la trama. Nunca será aplicada sobre las nalgas desnudas.
- La venta de mujeres, o una mujer vendiendo su virtud.
- Las operaciones quirúrgicas. Toda visión de un bisturí o de una aguja hipodérmica que penetra en la piel, así como toda extracción de sangre, están prohibidos.
- Las heridas deben mostrar un mínimo estricto de sangre, incluso en los filmes de guerra.

## Declive
El Código Hays fue cuestionado desde sus inicios. De hecho era obvia la elevada calidad de obras fílmicas producidas en la década de 1920 o inicios de los años 1930 (como El enemigo público, Little Caesar, Baby Face, o Red-Headed Woman), estrenadas antes de la vigencia del Código y que trataban temas como violencia, promiscuidad sexual, o crimen, de modo abierto. Intentos de liberalizar las normas de autocensura fracasaron comúnmente y la tendencia del macartismo hacia 1950 estimuló que las reglas conservadoras siguieran vigentes en el cine, advirtiendo la "urgencia" de mantener la moralidad de las masas estadounidenses mediante el cine, a lo cual se aunaba la preocupación por la "infiltración del comunismo". 
Ya en 1946 el director británico Alfred Hitchcock había tenido que recurrir a trucos escénicos para poder filmar besos en su película Notorious. No obstante, factores económicos y artísticos iniciaron el declive del Código, como fue la introducción de la televisión a inicios de la década de 1950: las producciones televisivas no estaban reguladas por el Código en tanto no eran exhibiciones públicas (cada estadounidense decidía libremente ver o no ver un espectáculo en su receptor) y esto dificultó a las productoras de cine competir con la televisión.
Otro factor fue que diversos productores de cine de Europa Occidental llevaron sus filmes al mercado de Estados Unidos logrando éxito con películas que -al ser producidas en el extranjero- no estaban obligadas a seguir el Código Hays. Para los productores estadounidenses resultó difícil enfrentar tal competencia, en tanto ganaban el favor del público los filmes que trataban explícitamente temas tabú según el "Código", como las películas de Ingmar Bergman, Roberto Rossellini o Vittorio de Sica. En 1956 se presentaron dos películas estadounidenses La mala semilla y Baby Doll desafiando de nuevo al Código Hays pero logrando éxitos de ganancias para las productoras, lo cual se repitió en los años sucesivos con filmes como De repente, el último verano, La gata sobre el tejado de zinc, y Psicosis, todas de gran éxito comercial pese a que vulneraban varias reglas del Código. 
La presión del mercado, las preferencias del público, y el disgusto de las productoras estadounidenses ante las restricciones comerciales que implicaba el Código motivaron que su aplicación fuese, en los hechos, mucho menos severa en la década de 1960 hasta que se abandonó en 1966. En el año 1968 empezó a regir el sistema MPA para calificación de películas, fijando a la edad del espectador -y no temas o escenas- como parámetro para determinar el público al cual podría presentarse un filme.